# Райт, Сьюалл
Сьюалл Грин Райт (англ. Sewall Green Wright; 21 декабря 1889 — 3 марта 1988) — американский генетик, эволюционист и статистик. Совместно с Р. Фишером и Дж. Холдейном создал математический аппарат популяционной генетики. Открыл коэффициент инбридинга и методы его расчёта. Распространив эту работу на популяции, пришёл к модели дрейфа генов, которая стала очень важной частью синтетической теории эволюции.
Братьями Сьюалла Райта были авиационный инженер Теодор Пол Райт и известный политолог и исследователь международных отношений и международного права Филипп Куинси Райт.

## Награды
- Гиббсовская лекция (1941)
- Медаль Даниэля Жиро Эллиота (1945)
- Кимберовская премия (1955)
- Национальная научная медаль США (1966)
- Премия Гордона Лэйнга[англ.] (1978)
- Медаль Дарвина (1980)
- Медаль Томаса Ханта Моргана (1982)
- Премия Бальцана (1984)